# Фолкспаркстадион
Фолкспаркстадион је фудбалски стадион и концертни простор у немачком граду Хамбургу. Доста пута у својој историји је мењао име. Са простором који може да прими око 57 хиљада гледаоца овај стадион се сврстава у један UEFA стадион са пет звездица. Приликом међународних игара за које је прописано да су само места за седење дозвољена, стадион је могао да прими 51500 гледаоца.
Тадашњи АОЛ арена био је и један од 12 домаћински стадиона у току светског првенства у фудбалу 2006 за 5 утакмице.

## Историја
Фолкспаркстадион је изграђен у периоду од 30. априла 1998. до 2. септембра 2000. године на месту некадашњег Фолкспаркстадиона. Дом Хамбургера временом је постао крајње застарао и велика модерницзација била је неминовна и без светског првенства, за који се Немачка кандидовала у то време.
У односу на ранији објекат Арена је окренута за 90 степени да би се искористила сунчева светлост. Такође, избачена је атлетска стаза, да би се гледаоци примакли терену и створила боља атмосфера. Тако је створен стадион који је помагао клубу да веома брзо финансијски ојача, са преко 50 хиљада гледалаца по утакмици у свим такмичењима.
Капацитет Арене за мечеве Бундеслиге је 56.144, а за европске утакмице пада на 51.055, када се и на „ватрену“ северну трибину ставе седишта. ХСХ Нордбанк арена је једна од 29 фудбалских стадиона, која је УЕФА ставила на њен списак „стадиона са 5 звездица“ (15 услова, међу којима је и капацитет од најмање 50 хиљаде људи), а од сезоне 2006/07. посеђује и електронско очитавање улазница.
На месту ХСХ Нордбанк арене, први стадион (Алтонаер стадион) постојао је још двадесетих година, а забележено је да је на његовом отварању дерби меч између Алтоне 93 и Хамбургера 1925. године гледало 25 хиљада људи. Током Другог светског рата стадион је сравњен са земљом, као и цео урбани део Хамбурга. После рата реконструкција је учињена прикупљањем остатака срушених зграда из оближње општине Ајмсбител. Када је 1953. отворен нови Фолкспарк стадион могао је да прими 75 хиљада људи.
Хамбургер се са њега преселио 1963, када је стартовала Бундеслига (до тада су играли на Ротенбауму), а 1974. почиње узбудљива деценија за велики стадион - на Светском првенству 1974. Јирген Шпарвасер дао је једини гол у шокантној победи Источне Немачке над Западном Немачком. Западна Немачка је ипак освојила титулу, А Хамбургер донео три титуле у следећих 10 сезона.
Промена стандарда током деведесетих учинила је Фолкспарк стадион безнадежно застарелим, па је у темељну реконструкцију уложено 97 милиона евра. Од 2001. стадион је званично носио име АОЛ Арена, али је 3. јула 2007. променио своје име на ХСХ Нордбанк арена.
Стадион је био домаћин финала УЕФА Лига Европе у сезони 2009/10. Финале је играно 12. маја 2010, а у њему су се састали Атлетико Мадрид и Фулам.